# Karl Böhm
Karl Böhm (Graz, 1894. augusztus 28. – Salzburg, 1981. augusztus 14.) osztrák karmester, zenei rendező, operaigazgató, a legnagyobb Wagner-interpretátorok egyike, Karlheinz Böhm színész apja.

## Élete
Édesapja csehországi német ügyvéd, édesanyja elzászi származású volt. Apja szerette volna, ha jogász lesz, de ő inkább zongorát és zeneelméletet tanult a bécsi, meg a grazi konzervatóriumban, mivel karmester akart lenni. 1927-ben Thea Linhard szopránénekesnővel kötött házasságából egyetlen gyermek, Karlheinz Böhm (1928–2014) színész, filantróp született. Szeptember elejére tervezett búcsúkoncertjét a Frankfurt am Main-i Régi Opera megnyitóján már nem érhette meg, mivel 1981. augusztus 14-én Richard Strauss Elektrája próbái alatt, csaknem 87 éves korában meghalt. Családi sírboltjuk a grazi Steinfeldfriedhof temetőben található.

## Pályája

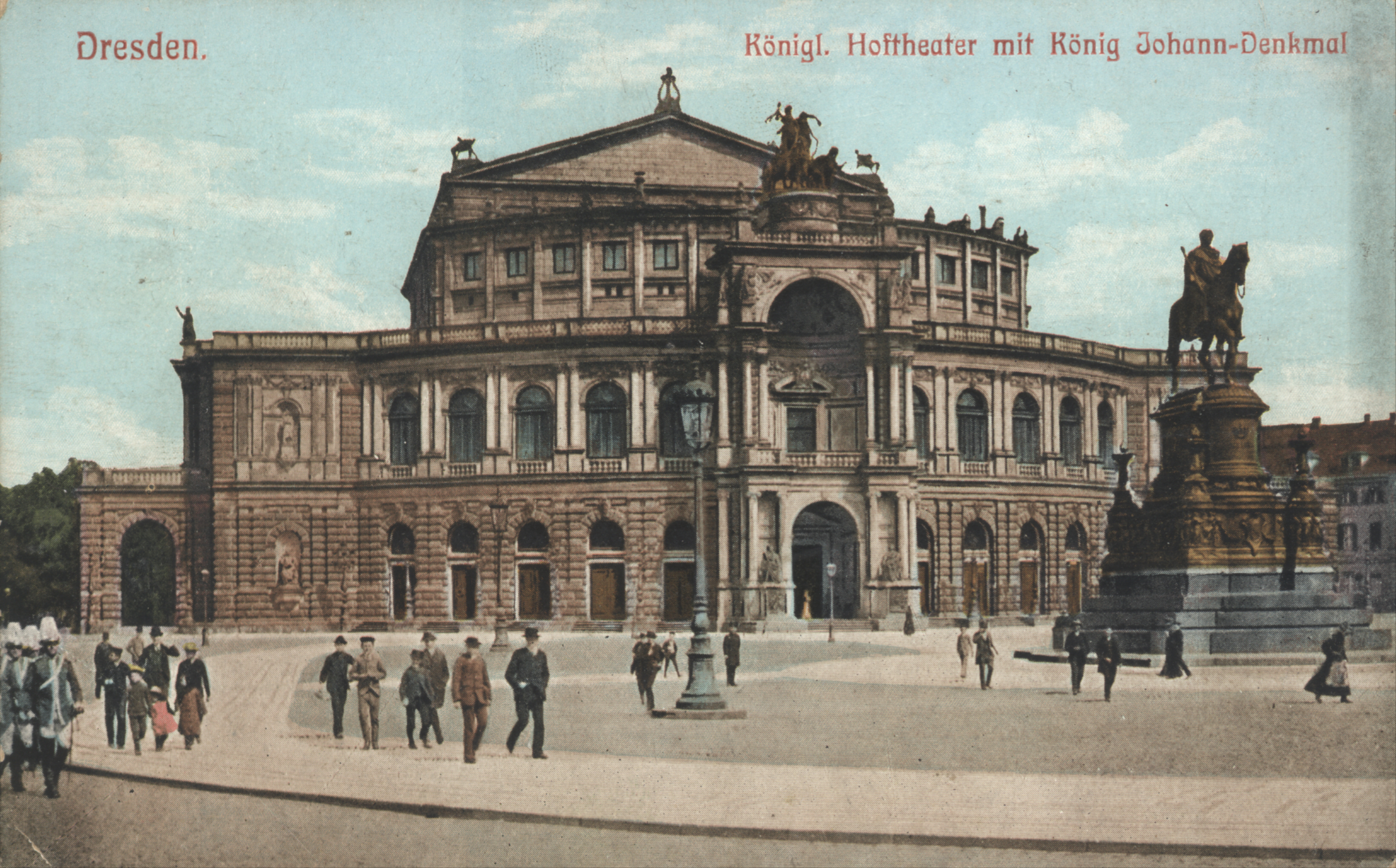
A Semperoper

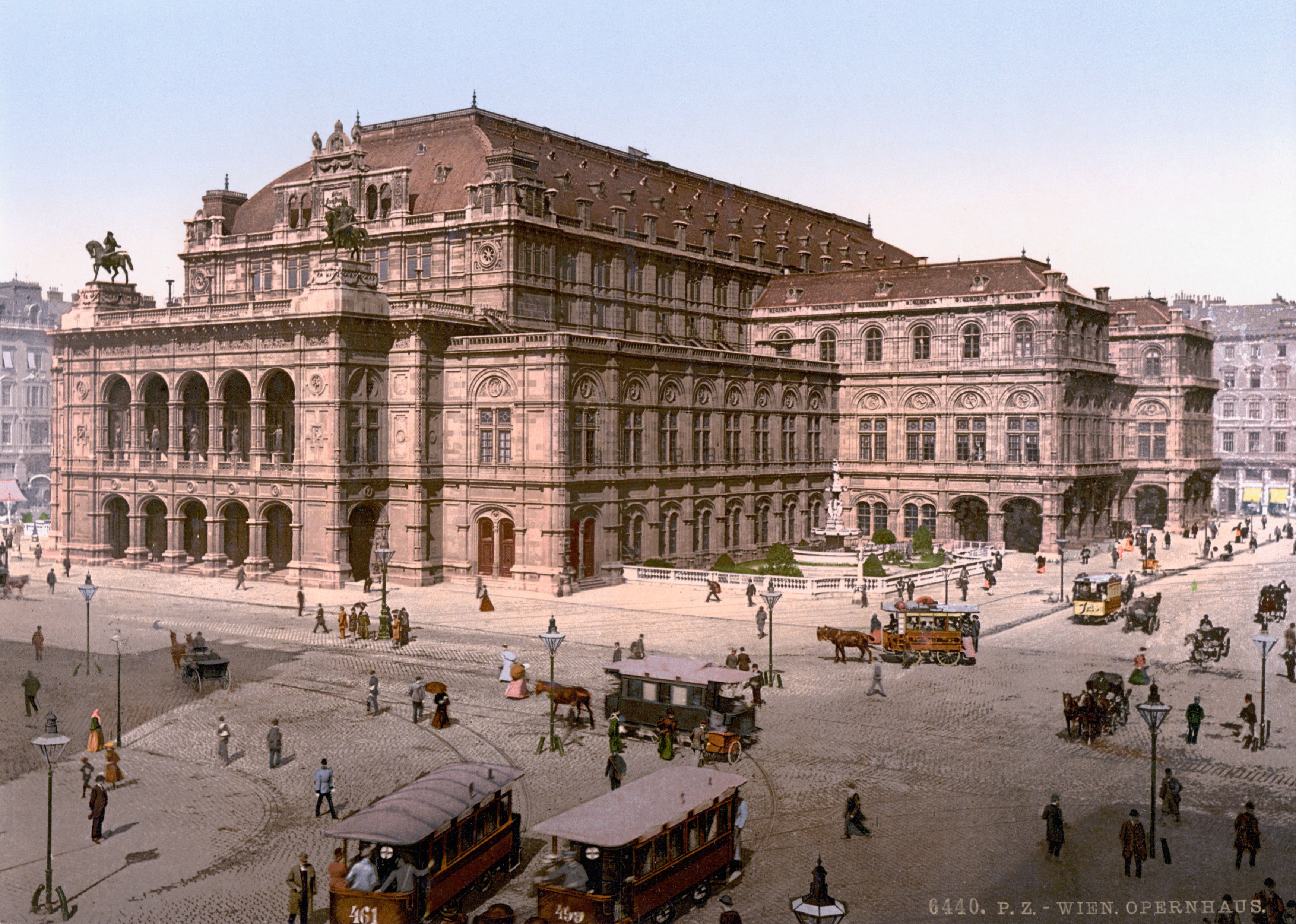
A bécsi Staatsoper

Karmesteri pályája 1917-ben, szülővárosában indult. Bruno Walter 
támogatásával 1921-ben Münchenbe került. 1927-ben Darmstadtban, majd 1931-ben Hamburgban főzeneigazgató lett. 1934-től Fritz Buscht (1890–1952) – akinek politikai okokból emigrálnia kellett – követte a drezdai Semperoper élén, majd 1943-tól 1956-os lemondásáig a bécsi operát igazgatta. A második világháború vége felé, 1944-ben Adolf Hitler felvetette az ún. Legfontosabb istenadta dirigenstehetségek listájára, akiket a polgári hátországban való megőrzésre szánt. 1945-ben a szövetségesek eltávolították a bécsi opera éléről a „náci rezsimhez való nagy közelsége” miatt és fellépési tilalmat vezettek be vele szemben (Herbert von Karajanhoz hasonlóan). 1955-től, a szovjet megszállás végétől egy évig másodszor is betöltötte hivatalát, de mivel ellenségei szerint keveset tartózkodott Bécsben, 1956-ban lemondott. Karajan lett az utóda. Böhm nyílt levélben fejtette ki a problémát közte és az együttes között, és egyúttal kifejezte háláját a bécsi publikumnak, amely végig kitartott mellette. Az 1960-as évektől dirigensként mégis újra fellépett a Staatsoperben. 1979 júniusában utolsó premierje a Házban a Szöktetés a szerájból című Wolfgang Amadeus Mozart-opera volt (Dieter Dorn rendezte, színpadkép és jelmez: Jürgen Rose; Edita Gruberová, Horst Laubenthal és Rolf Boysen mint Szelim pasa). 1980-ban Staatsoper-turnén vett részt Japánban az Ariadné Naxosz szigetén Richard Strauss-művel. Utolsó nyilvános fellépése a Staatsoper társulatával Mozart Figaro házassága 1981 tavaszán volt. Halála előtt néhány héttel még a Bécsi Filharmonikusokkal felvette Strauss Elektrája Götz Friedrich-féle filmfeldolgozásának hangcsíkját.

## Egyéb sikerei
Az 1950-es és 60-as években a Metropolitan Opera előadásainak egyik neves karmestereként szerepelt, a Bayreuthi Ünnepi Játékokon pedig az alábbiakkal:
| Év                 | Opera                      | Karmester                                                      | Rendező         | Díszlettervező | Jelmeztervező   |
| ------------------ | -------------------------- | -------------------------------------------------------------- | --------------- | -------------- | --------------- |
| (1962–64-66-68–70) | Trisztán és Izolda         | Karl Böhm                                                      | Wieland Wagner  | Wieland Wagner | Kurt Palm       |
| (1963–1964)        | A nürnbergi mesterdalnokok | Thomas Schippers (1963), Karl Böhm (1964), Robert Heger (1964) | Wieland Wagner  | Wieland Wagner | Kurt Palm       |
| (1969–1971)        | A bolygó hollandi (opera)  | Silvio Varviso (1969–70), Karl Böhm (1971), Hans Wallat (1971) | August Everding | Josef Svoboda  | Jörg Zimmermann |

Élete utolsó szakaszában szoros kapcsolatot ápolt a Londoni Szimfonikus Zenekarral is.

## A nemzetiszocializmus alatt
Böhm nem volt tagja NSDAP-nek, viszont tagja volt az Alfred Rosenberg által alapított Szövetség a Német Kultúráértnak (Kampfbund für deutsche Kultur), amely hivatalosan 1934 júniusában más szervezetek fuzionálásából alakult meg.
1935. augusztus 2-án Böhm ezt írta Rainer Schlösser birodalmi dramaturgnak: „Bár osztrák születésű vagyok, 12 éve birodalmi német állampolgárságom van, természetesen Bécsben számos követővel, kiváltképp a nemzetiszocialista táborból, úgy vélem, hogy ezek a hangversenyek Németország számára nagy propaganda haszonnal járhatnának. Német üdvözlettel, Karl Böhm.“ Egy további, augusztus 13-i írásában bécsi felvételi kérelmét így magyarázza: „Bizonyára, ha német dirigensként, a kormány szándékának megfelelően Bécsbe megyek, számos hívem stimulálólag hatna a nemzetiszocialista eszmékre, tekintve, hogy ráadásul született osztrák vagyok. […] Heil Hitler!“
Kevéssel az Anschluss után, 1938. március 30-án a Bécsi Konzerthausban a Bécsi Szimfonikusokat vezényelte az „Első ünnepi koncert(en) az új német birodalomban“ a közönségnek átadva Adolf Hitler üdvözletét, majd (anélkül, hogy a műsorban szerepelt volna), beintett a zenekarnak a Horst-Wessel-Lied előadására.-
Memoárjában ezt írja: „Később, szememre vetették, hogy miért nem emigráltam. […] Sajnos sem a Mettől sem a Covent Gardentől nem volt ajánlatom. […] Úgy hiszem viszont, hogy mind Drezdában, mind később Bécsben kifejtett tevékenységem bizonyítja, hogy mindig is melyik oldalon álltam.“
Arról, hogy Böhm valaha is antiszemita lett volna, semmilyen írásos bizonyíték nincs. Ahogy Oliver Rathkolb történész 2010-ben mondta „nincs ismert antiszemita megnyilvánulása“. Ezzel szemben bizonyos vélemények szerint voltak szóbeli antiszemita megjegyzései.

## Karmesterként
Számos híres zenekart vezényelt – mindenekelőtt a Bécsi Filharmonikusokat, de sok lemezfelvételt készített a Berlini Filharmonikus Zenekarral is, köztük Mozart összes szimfóniáját – valamint Európa és az USA sok neves operaházában – mint a Metropolitan Opera New Yorkban. Évtizedekig együttműködött a Berlini Operaházzal és sok jelentős zenei fesztivállal (pl. a Bayreuthi Ünnepi Játékok és mindenekelőtt a Salzburgi Ünnepi Játékok). A Bécsi Filharmonikusokkal évtizedeken át a lemezeken kívül filmzenei felvételeket is készítettek. Repertoárjuk súlypontja az osztrák és a német klasszikus és romantikus muzsika volt. Különösen preferálták Mozartot – aki bizonyos értelemben forradalmárnak számított –, aztán Richard Strausst, akivel még drezdai idejében barátkozott össze néhány műve ősbemutatója kapcsán. Nyilvánosság előtt kontraszt volt érzékelhető Böhm mondénsága, valamint Herbert von Karajan és a többi, a földön két lábbal álló zenésszel.

## Díjai, elismerései

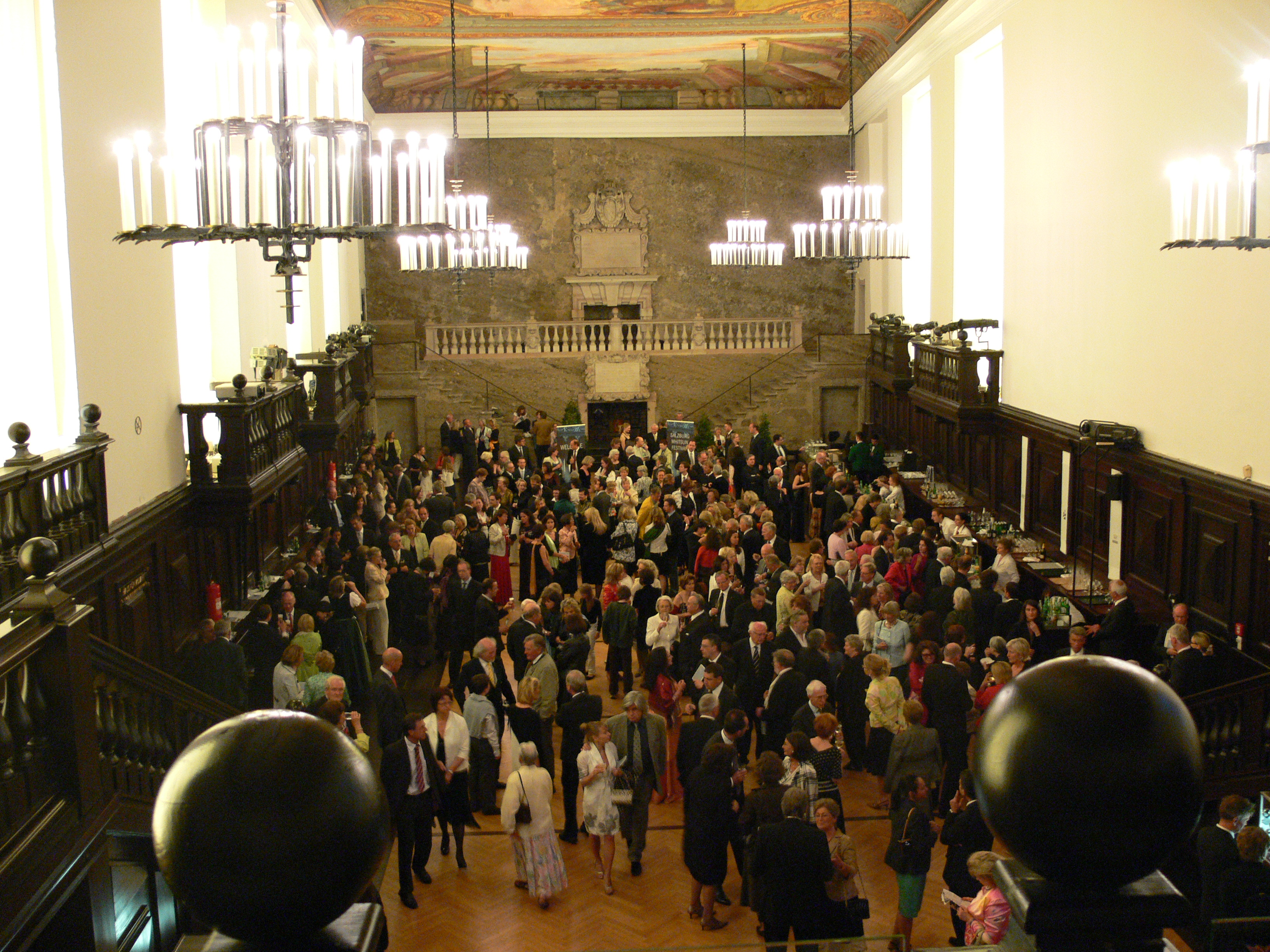
A salzburgi Karl-Böhm-Saal

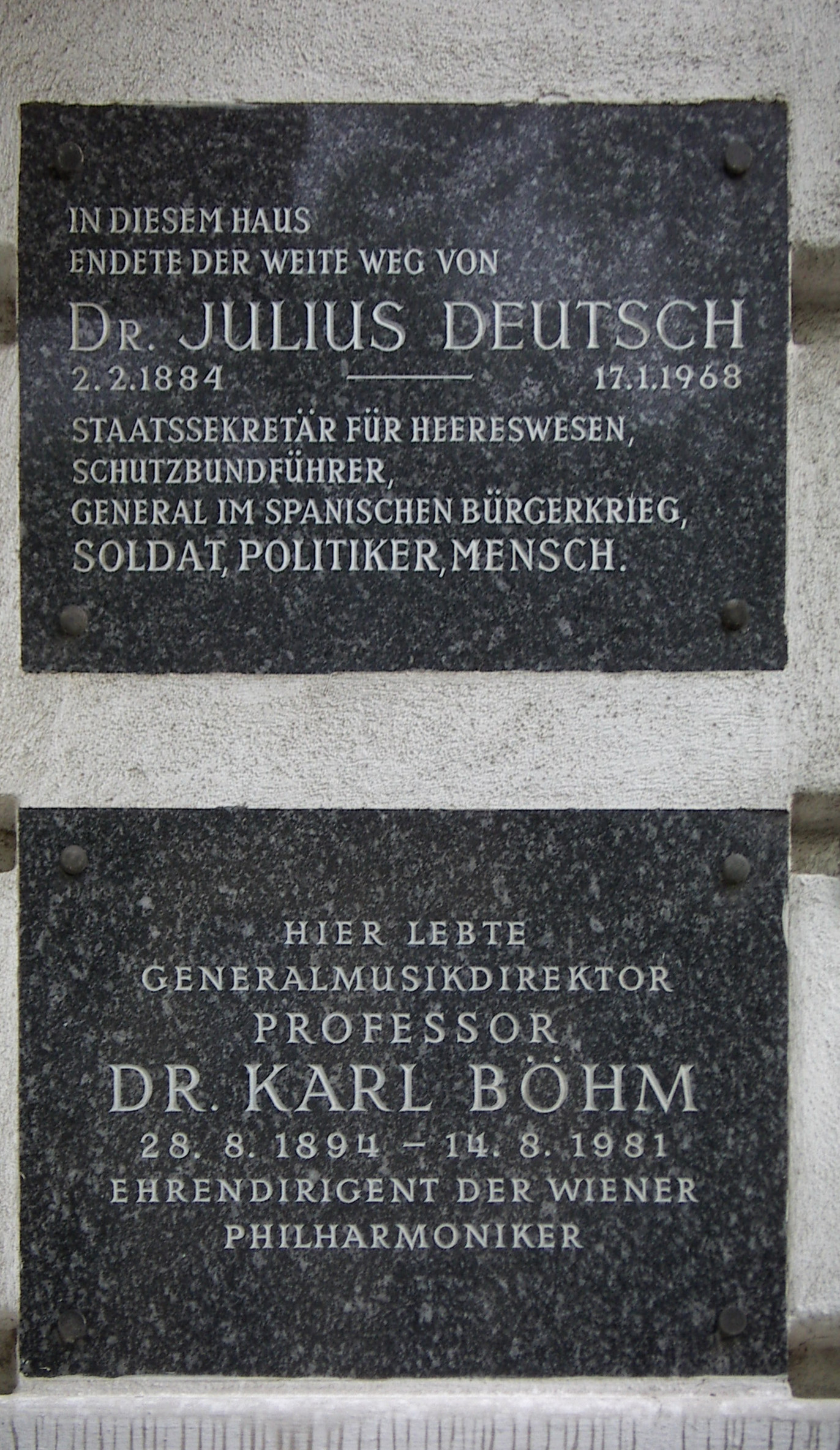
Emléktáblája a bécsi Grinzingben

- 1943. január 30.: Másodosztályú Háborús Kereszt, Kard nélkül (Kriegsverdienstkreuz II. Klasse ohne Schwerter)
- 1957: A Bécsi Mozartegyesület Mozartmedálja[15]
- 1958: Az Osztrák Köztársaság Nagy Ezüst Érdemjele (Großes Silbernes Ehrenzeichen für Verdienste um die Republik Österreich)[16]
- 1960: Az NSZK Szolgálati Dija Nagykeresztje (Verdienstorden der Bundesrepublik Deutschland|Großes Verdienstkreuz)
- 1964: Bécs város Becsületgyűrűje (Ehrenring der Stadt Wien)
- 1965: A Grazi Egyetem tiszteletbeli szenátora
- 1967: Berlini művészeti díj (Berliner Kunstpreis)
- 1970: A Tudomány és Művészet Osztrák Becsületjele (Österreichisches Ehrenzeichen für Wissenschaft und Kunst)
- 1976: A Francia Becsületlégió Parancsnoki Keresztje (Kommandeurkreuz der Ehrenlegion)[17]
- 1991: osztrák 500-schillinges ezüst Karl Böhm-emlékérem[18]
- Steiermark megye Becsületgyűrűje
- Bayreuth város Arany Becsületgyűrűje

Nevében a Fiatal osztrák karmesterek díját (Dr. Karl-Böhm-Preis für junge österreichische Dirigenten) 1975 és 1981 között négyszer kiosztották. 1989 óta Steiermark megye kiemelkedő teljesítményért kiadja a Karl-Böhm-Interpretationspreis és a Musikinterpreten díjakat.

## Diszkográfia
- Joseph Haydn: Az évszakok (CD-felvétel kísérőfüzettel). Oratórium három szólóhangra, kórus és zenekar, Hob. XXI:3. Gundula Janowitz, S; Peter Schreier, T; Martti Talvela, B; Wiener Singverein; Bécsi Szimfonikusok, Deutsche Grammophon, Hamburg, 1967
- Wolfgang Amadeus Mozart: Requiem (Edith Mathis – szoprán, Hamari Júlia – mezzoszoprán, Wieslaw Ochman – tenor, Karl Ridderbusch – basszus; Bécsi Filharmonikusok, 1971, Deutsche Grammophon 413 553-2

Dietrich Fischer-Dieskauval felvett teljes operái:
- Alban Berg: Lulu – Dr. Schön (Evelyn Lear, Patricia Johnson stb.; Nyugat-berlini Német Opera Ének- és Zenekara, 1967, Deutsche Grammophon 435 705-2
- Richard Strauss: Salome – Johanán (Richard Cassilly, Gwyneth Jones, Mignon Dunn stb.; Hamburgi Áll. Opera Zenekara, 1970, Deutsche Grammophon 463 541-2 és Brilliant Classics 9094
- Mozart, A varázsfuvola
- Mozart, Figaro házassága
- Mozart, Don Giovanni
- Mozart, Così fan tutte, legkevesebb két felvételt készített, az egyiken Gundula Janowitz szerepel Fiordiligi szerepében; a másikban Irmgard Seefried a sztár
- Richard Strauss, Elektra
- Strauss, A rózsalovag

## Fordítás
- Ez a szócikk részben vagy egészben  a   Karl Böhm című német Wikipédia-szócikk ezen változatának fordításán alapul.  Az eredeti cikk szerkesztőit annak laptörténete sorolja fel. Ez a jelzés csupán a megfogalmazás eredetét és a szerzői jogokat jelzi, nem szolgál a cikkben szereplő információk forrásmegjelöléseként.